# Carex sutchuensis
Carex sutchuensis är en halvgräsart som beskrevs av Adrien René Franchet. Carex sutchuensis ingår i släktet starrar, och familjen halvgräs. Inga underarter finns listade i Catalogue of Life.